# Ольговка (станция, Томская область)
О́льговка — упразднённая станция в Томском районе Томской области России. На момент упразднения входила в состав Октябрьского сельского поселения. Исключена из учётных данных в 2004 году.

## География
Станция располагалась у одноимённой железнодорожной станции Западно-Сибирской железной дороги, в 0,5 км (по прямой) к северо-западу от деревни Ущерб.

## История
Возникла в 1970 году при строительстве железнодорожной станции Ольговка на линии Томск — Асино Кемеровской железной дороги.
Постановлением Томской облдумы от 28 октября 2004 года № 1547 станция Ольговка исключена из учётных данных.

## Население
| 1979 | 1989 | 2002 |
| ---- | ---- | ---- |
| 25   | ↘9   | ↗11  |

По данным переписи 2002 года в национальном составе станции русские составляли 100 % населения.